# Malpas (Francja)
Malpas – miejscowość i gmina we Francji, w regionie Burgundia-Franche-Comté, w departamencie Doubs.
Według danych na rok 1990 gminę zamieszkiwało 151 osób, a gęstość zaludnienia wynosiła 26 osób/km² (wśród 1786 gmin Franche-Comté Malpas plasuje się na 593. miejscu pod względem liczby ludności, natomiast pod względem powierzchni na miejscu 738.).